# Girl like Me
Girl like Me is een nummer van de Amerikaanse band The Black Eyed Peas en de Colombiaanse zangeres Shakira uit 2020. Het is de vijfde single van Translation, het achtste studioalbum van The Black Eyed Peas.
Het nummer werd in 2008 al opgenomen en was aanvankelijk bedoeld voor het album The E.N.D. The Black Eyed Peas besloten echter om het nummer niet op het album te zetten, omdat ze het niet in de stijl van het album vonden passen. Toen Will.i.am in 2013 zijn soloalbum #willpower uitbracht, bood hij Shakira het nummer opnieuw aan, maar ook toen verdween het nummer toch in de ijskast. In 2020 verscheen het nummer alsnog op het Black Eyed Peas-album Translation, en werd het uitgebracht op single. Het nummer sloeg voornamelijk aan in Spaanstalige landen, maar in de Amerikaanse Billboard Hot 100 flopte het met een 87e positie. In het Nederlandse taalgebied werd het nummer een klein hitje, met een 13e positie in de Nederlandse Tipparade en een 31e positie in de Vlaamse Tipparade.